# 高武富久美
髙武 富久美（こうたけ ふくみ、1944年12月3日 - 2023年）は、福岡県出身の元レーシングドライバー、元モーターサイクル・ロードレーサー。Team高武の創始者(現在会長)。

## 来歴
10代後半の頃、エンジン・チューニングの有能さで福岡のオートバイ好きに名を知られ始めていた吉村秀雄の門下生として吉村モータース（ヨシムラジャパンの原点）に入門。同じく門下生には永松邦臣がいた。高武は両親もさじを投げるような血気盛んな「不良」であったが、吉村はそんな高武を自宅に居候させ、「才能を無駄にするな」と早朝から4kmのランニング、百段以上の階段ダッシュなど、吉村が10代の時に入っていた海軍の飛行予科練の訓練のような日々を送りながら日曜の午後になると雁ノ巣飛行場で開催されていたレースに参加し始めた。
高武のライディングは血気盛んな気質そのままで、あばれるマシンを本能的にコントロールしてしまうスタイルだった。吉村は高武と永松をホンダの田中健二郎に推薦し、RSC（のちのHRC）設立以前のホンダ鈴鹿合宿（通称「健二郎学校」）に参加。ホンダに認められ、1964年にホンダのワークスライダーとなった。
- 1962年 吉村秀雄(Pop吉村)との出会いをきっかけに17歳でロードレースデビュー。
- 1963年 全日本ロードレース選手権第1戦でヨシムラマシンに乗り優勝。
- 1964年 19歳で本田技研工業と専属ライダー契約。
- 1965年 全日本ロードレース選手権250ccクラスでシリーズチャンピオンを獲得。
- 1967年 ホンダが2輪世界選手権から撤退したため、これを機に4輪レースに専念。以降ブラバム・ホンダをはじめ、自らが開発ドライバーを務めたR800、R1300、ホンダ1300クーペで数々の優勝を飾りレーシング・サービス・センター（RSC）のエースとして活躍。
- 1972年 FL500でシリーズチャンピオンを獲得。
- 1974年 福岡市中央区に2輪販売店「ホンダショップ高武」をオープン。
- 1987年 全日本ツーリングカー選手権を最後に23年間のホンダ専属レーサーを引退。
- 2023年 死去[1]。78歳没。

## レース戦歴

### 四輪レース

#### FJ1300
| 年     | マシン          | 1       | 2     | 3       | 4     | 5     | 6     | 7     | 8     | 順位 | ポイント |
| ------ | --------------- | ------- | ----- | ------- | ----- | ----- | ----- | ----- | ----- | ---- | -------- |
| 1974年 | ノバ・01 ホンダ | SUZ Ret | FSW   |         |       |       |       |       |       | 位   |          |
| 1974年 | GRD・373        |         |       | SUZ 5   | SUZ   | SUZ   | SUZ   |       |       | 位   |          |
| 1975年 | ノバ・01 ホンダ | SUZ 4   | SUZ 2 | SUZ Ret | FSW 4 | FSW 3 | NIS 4 | SUZ 5 | SUZ 3 | 位   |          |
| 1976年 | ノバ・513       | SUZ 3   | FSW 2 | SUZ 5   | SUZ 3 | SUZ 3 |       |       |       | 位   |          |

#### 全日本フォーミュラ3選手権
| 年     | チーム                             | シャシー     | エンジン     | 1   | 2   | 3   | 4   | 5   | 6   | 7     | 順位 | ポイント |
| ------ | ---------------------------------- | ------------ | ------------ | --- | --- | --- | --- | --- | --- | ----- | ---- | -------- |
| 1979年 | スピードショップサンユーレーシング | オスカー・T1 | トヨタ・2T-G | SUZ | FSW | TSU | FSW | SUZ | NIS | SUZ 5 | 15位 | 8        |

### 二輪レース

#### 全日本ロードレース選手権
| 年     | チーム             | 車両   | 区分   | クラス    | 1     | 2   | 3     | 4     | 5   | 順位 | ポイント |
| ------ | ------------------ | ------ | ------ | --------- | ----- | --- | ----- | ----- | --- | ---- | -------- |
| 1967年 | テクニカルスポ－ツ | ホンダ | セニア | 251cc以上 | SUZ 3 | SUZ | FSW   | SUZ 3 |     | 5位  | 8        |
| 1968年 | テクニカルスポ－ツ | ホンダ | セニア | 251cc以上 | SUZ   | SUZ | SUZ 4 | FSW   | SUZ | 6位  | 3        |

#### 鈴鹿8時間耐久ロードレース
| 年   | チーム             | ペアライダー | 車番 | マシン         | 予選順位 | 決勝順位 | 周回数 |
| ---- | ------------------ | ------------ | ---- | -------------- | -------- | -------- | ------ |
| 1981 | ホンダショップ高武 | 永松邦臣     | 45   | ホンダ・CB900F | 45位     | 24位     | 172    |